# Хаберле, Мариян
Мариян Хаберле (хорв. Marijan Haberle; 16 мая 1908, Загреб — 20 марта 1979, Риека) — хорватский архитектор.
Автор проектов промышленных сооружений и гостиниц, возведённых в Хорватии после Второй мировой войны. Наиболее значительное сооружение Хаберле — загребский Концертный зал имени Ватрослава Лисинского (1961—1973).

## Архитектура Хорватии 50-х годов
Подъем хорватской архитектуры, которая блестяще развивалась в 1920-х и 1930-х годах резко положил конец войне. Большинство проектов, сделанных во время войны и Независимого государства Хорватия, остались только на бумаге, и даже сегодня редко можно найти какой-либо проект того периода в энциклопедиях или профессиональных книгах. После войны архитекторы оказались перед пропастью желаний, потребностей и возможностей. Послевоенная архитектура в своем начале перестает быть частной и сводится к решению приоритетных задач, таких как общественное и массовое строительство, индустриализация. На первом этапе после войны Хорватия систематически подвергалась индустриализации. Степан Гомбош и Младен Каузларич проектируют фабрику «Раде Кончар», «Единство» и «Первомайская» Милана Томичича, «Фотокемика» Бруно Милича , «Югокерамика» Иво Витича и т. д. Величайшим архитектурным вызовом послевоенного мира был градостроительство и городское планирование. Согласно директивной нормативной базе Института градостроительства Народной Республики Хорватии и его директора Владо Антолича, улица Вуковарска в Загребе была задумана как главная поперечная ось нового города между железной дорогой и Савой. На доселе затопленном и дико застроенном Трнье образовался новый центр города, т.е. вопрос о расширении города решался сначала над железной дорогой, а затем над Савой, Новый Загреб . Город начал расширяться в сторону Савы после 1955 года, и первым общественным объектом, расположенным на другом берегу Савы, стала новая Загребская ярмарка. Улица Вуковарска в послевоенное время непременно будет отмечена строительством жилых домов и их авторами: Иво Гершич, Драго Галич, Невен Шегвич, Божидар Рашица и др., Младен Каузларич, Антун Ульрих, а одним из строителей межвоенного периода, который продолжает успешно работать и после войны, является Мариан Хаберле.

## Жизнь и работа
После школы Мариан Хаберле поступил на архитектурный факультет на Технический факультет в Загребе, который окончил в 1931 году в классе профессора Хуго Эрлиха. После окончания учебы с 1930 по 1933 год он работал у архитекторов Рудольфа Любински и Степана Хрибара, а также в компании инженера Адольфа Хельфмана в Загребе. С 1934 по 1940 год он работал вместе с архитектором Хинк Бауэром, с которым он участвовал во многих публичных конкурсах, отечественных и международных выставках, реализовал множество общественных и частных зданий и получил множество наград. Во время войны он также руководил независимым архитектурным бюро. После войны работал в Лике над восстановлением страны, и до1947 г. – дизайнер в Министерстве здравоохранения Хорватии. В период с 1948 по 1951 год возглавлял рабочую группу в Хорватском архитектурно-проектном институте. С 1951 по 1977 год он возглавлял архитектурное бюро Хаберле. Он работал профессором технического факультета в Сараево с 1951 по 1953 год. Он был членом жюри многих публичных конкурсов, а в 1954 и 1955 годах он был президентом Хорватской ассоциации архитекторов. В течение многих лет он был экзаменатором в Комиссии по профессиональным экзаменам в области строительства.

## Довоенный период
Мариан Хаберле зарекомендовал себя в мире архитектуры в начале 1930-х годов, когда быстро развивалась вторая фаза хорватского модернизма . С распространением простой современной функциональной архитектуры в Загребе и Хорватии продолжил деятельность пионеров и учителей модернизма В. Ковачича , Э. Шена, Х. Эрлиха. В 1935 году вместе с Хинк Бауэр завоевал первую премию в конкурсе на аранжировку и обработку Загребского хора. Эту большую задачу, сложную по своему назначению и трудную в данном месте, архитекторы-наградщики выполняли с 1936 по 1939 год с учетом микрогородских отношений комплекса, образуя единое целое из нескольких зданий, часть из которых была строго назначено. Ярмарка расширилась в 1949 году, построив большой выставочный павильон (также Haberle) каркасной деревянной конструкции на противоположной стороне Савской дороги (Савская ок. 18) на пустующем пространстве старого трамвайного депо. Дом Общества инженеров и техников на улице Пьеротти в Загребе был построен вместе с Бауэром в 1937 году. В конце 1930-х годов ему было поручено спроектировать сакральное здание в рабочем районе на юго-западной окраине города. На Сельской 93 церковь Блаженного Марка Крижевчанина была построена в 1940 году . Здание двухэтажное, продольное, с характерной плоской крышей, деталь которой уже видели на вилле Шварц., на улице Торбарова, 11 в Загребе, которую он разработал в сотрудничестве с Бауэром в 1938 году. Творческое отношение Хаберле к архитектуре и ее ближайшему окружению лучше всего видно в Жилом доме с приходским залом, основанная в 1939/1940 годах в Загребе на улице Кордунской. С западной стороны церкви св. Блажа, партия, которая не была детально решена проектом Ковачича, в очень требовательном месте Хаберле находится здание с большим кинозалом, что не портило ни красоту, ни силу старухи, на которую она опиралась. Помимо 10 построенных зданий, к 1945 году он сделал более 40 проектов, в основном конкурсов, в которых почти всегда получал награды.
Наиболее важные тендеры: Железнодорожный вокзал Сараево (1936 г.), Югославский павильон на Всемирной выставке в Париже (1936 г.), Государственное управление монополий (1937 г.), Государственный маркер (1936 г.), Министерство образования (1937 г.), Ипотечный банк «Албания» ( 1938 г.), Этнографический музей (1938 г.), все в Белграде и многие др. Во время войны Хаберле самостоятельно участвовал в нескольких конкурсах, из которых международный конкурс на железнодорожную станцию в Софии в 1942 г. принес ему вторую премию.

## Послевоенный период
После Второй мировой войны начался второй этап творчества Хаберле. Неподвластный архитектурной моде, он следует собственной чувствительности и творческому чутью. Для него функция всегда была первична, формируемая тонкими законами современности. В послевоенное время в его обширном творчестве около 50 зданий, более 30 тендеров и проектов, около 20 интерьеров. Некоторые из его наиболее значительных конкурсных проектов: Стадион в Белграде (1947 г.), Военный музей в Белграде (1950 г.), Отель на Плитвицких озерах (1953 г.), которым он руководит в 1975 г., Госпиталь в Славонски Броде (1955 г.), Отель Internacional в Загребе. (1957), Дворец Матица Исельеника с Концертным залом Ватрослава Лисинского (1958 г.), строительство которого началось в 1960 г., Мемориальный дом Журо Салая в Славонски Броде (1959 г.), который строится в 1961 г., регулирование улицы Ткалчичева в Загребе (1968 г.), жилой район Трновчица в Загребе (1970 г.), который строится в 1971 году, комплекс Института Бродарского в Загребе, которым он эксплуатировался с 1949 по 1955 год.
В торгах участвуют крупные общественные здания, больницы, гостиницы, многоквартирные дома, павильоны, музеи, вокзалы, жилые массивы и городские нормы. Выделяются четыре его работы послевоенного периода. Новая Загребская ярмаркаи Институт Бродарского стали отдельными городскими единицами южного Загреба. Решение новой Загребской ярмарки с точки зрения масштаба было самой большой задачей Марияна Хаберле. Комплексное функционирование всей ярмарки с множеством больших и малых павильонов и внутреннего трафика показало, что ее подход начинается с взаимосвязи различных архитектурных объектов и их функциональной связи. В институте Бродарского он решил весь комплекс с административными зданиями, забором и сторожкой до зала с куполом для модельных испытаний. Он продемонстрировал свою способность интегрировать архитектуру в окружающую среду, построив отель на Плитвицах . Его самая известная работа — Концертный зал Ватрослава Лисинского , строительство которого началось в 1960 году и было завершено в 1973 году. Зал обшит деревянными панелями, а все здание снаружи просто и скромно подытожено двумя объемами: заложенной стеклянной призмой и медным куполом с покатыми сторонами.

## Признания и награды
Мариян Хаберле получил множество признаний, наград и наград за свою работу: вторую хорватскую награду за расширение Загребской ярмарки (1949 г.), государственную награду как руководитель группы Института архитектурного дизайна в Загребе за лучшую проектную группу в Югославии. (1950). Награжден Орденом Ордена в 1956 году за строительство Загребской ярмарки, лауреат городской премии Загреба в 1973 году, за проектирование и строительство Загребского концертного зала в 1974 году, 9-й премии Загребского салона за Концертный зал 1974 года. , а в 1974 году Владимира Назора за заслуги перед народом . В том же году он получил орден «За заслуги перед народом» с серебряными лучами за проектирование и строительство Концертного зала Ватрослава Лисинского .

## В литературе
1. Хорватия. Архитектура с 1945 по 1960 год, соцреализм и новые правила послевоенной хорватской архитектуры, Некретнине, 3 октября 2007 г.,

1. Радович-Махечич. Современная архитектура в Хорватии в 1930-е годы , Загребский хоровой выставочный комплекс, 2007.
2. Иванчевич, Радован. Архитектура и урбанизм в стилях III периода жизни, искусство XX века Загреб, 2001.
3. Премерл. За 20 лет Концертного зала Ватрослава Лисинского,Ловро Лисичич, 1993.
4. Мартинчевич, Й. 20 лет концертного зала «Ватрослав Лисински» , Ловро Лисичич (ред.).
5. Премерль, Томислав. Строитель преемственности современности Мариян Хаберле , Архитектура 172-173, Загреб, 1980.

1. ↑  Levstek M. P. 170 godina ponosa i tradicije: Povijest Prve gimnazije ispisala je i povijest Zagreba (хорв.) — 2024.
2. 1 2  различные авторы Hrvatski biografski leksikon (хорв.) — 1983.